# Асимптоматический хронический простатит
Асимптоматический (бессимптомный) хронический простатит — бессимптомное воспалительное заболевание предстательной железы.
По классификации NIH США эта форма хронического простатита относится к категории IV простатитов. Другие две формы хронического простатита — хронический бактериальный простатит и хронический простатит / синдром хронической тазовой боли.
Течение этой формы хронического простатита, как и следует из названия, бессимптомно. Единственными признаками заболевания могут быть постоянно персистирующие или периодические бактериурия и лейкоцитурия (выделение бактерий и лейкоцитов с мочой), которые и являются основными признаками в диагностике этой патологии.

## Лечение
Методы лечения включают назначение антибиотиков и НПВС.
Стоит отметить, что в некоторых случаях рак простаты имеет клиническую картину, схожую с хроническим бессимптомным простатитом. В целях дифференциальной диагностики этих двух заболеваний назначают определение ПСА (PSA) (простатического специфического антигена), концентрация которого значительно повышается в случае опухолей предстательной железы.